# Бар ле Епоас
Бар ле Епоас (фр. Bard-lès-Epoisses) насеље је и општина у источном делу централне Француске у региону Бургундија-Франш-Конте, у департману Златна обала која припада префектури Монбар.
По подацима из 2011. године у општини је живело 55 становника, а густина насељености је износила 15,54 становника/km². Општина се простире на површини од 3,54 km². Налази се на средњој надморској висини од 247 метара (максималној 365 m, а минималној 228 m).

## Демографија
| 1962. | 1968. | 1975. | 1982. | 1990. | 1999. | 2011. |
| ----- | ----- | ----- | ----- | ----- | ----- | ----- |
| 91    | 95    | 90    | 72    | 66    | 67    | 55    |

График промене броја становника у току последњих година